# Skvotiranje u Nemačkoj
Skvoterski pokret u Nemačkoj je deo šireg autonomnog pokreta, koji je jedan od najjačih u Evropi. Vrhunac je doživeo početkom 1980-ih godina u tada podeljenom Berlinu, Hamburgu i drugim zapadno nemačkim gradovima, a 1990-ih se proširio i na istočni deo Nemačke. 
Skvotiranje prostora je bilo rešenje za siromašne mlade ljude koji su tražili osamostaljenje od porodice. Kamen temeljac ovog pokreta je bio zajednički život i stvaranje autonomnih prostora: socijalnih centara, infošopova, knjižara, bioskopa, pozorišta, kafića, prostora za sastanke, svirke, studije, umetničke galerije i druge razne namene. 

## Istorijat
U zapadnom delu Frankfurta se septembra 1970. zbila jedna od prvih skvoterskih akcija u tom gradu, a početkom 1970-ih Frankfurt postaje centar spontisa, osoba koje su bile spremne da spontano deluju u direktnim akcijama i uličnim borbama ne pripadajući ni jednoj organizaciji. Istovremeno 1969. i 1970. skvotiranje započinje i u drugim gradovima: Kolonju, Diseldorfu, Minihu, Hanoveru, Getingenu, Minhenu i Hamburgu.
Između 1972. i 1973. izbijaju štrajkovi protiv visokih kirija, mahom vođeni od turskih i italijanskih radnika emigranata, sa zauzimanjima kuća koje su predvodili spontisi. 
1973. se masovna gradnja stanova počinje zaustavljati, oko 1975. počinje kriza nakon ekonomskog buma, a 1980. broj nezaposlenih u Nemačkoj dostiže milion. 
Početkom 1980-ih dolazi do udruživanja skvoterskog i pank pokreta, koji donosi novi sistem vrednosti: bendovi su svirali po malim mestima, bili su protiv konzumerstva, antidržavni, bez “plačljivih” hipi pesama. Uzvikivali su parole poput “moć nikome” što je bilo skoro neshvatljivo prethodnim generacijama.
Skvoterski pokret je ojačan u periodu 1980. i 1981, ne samo zbog brutalnog tretmana skvotera od strane demohrišćana, već i zbog najveće policijske mobilizacije još od Nacističke Nemačke radi napada na nenasilne, sedeće protestante “Slobodne republike Vendland”, kampa sa 5000 aktivista koji su blokirali gradnju deponije nuklearnog otpada u Gorlebenu. Mnogi pređašnji pacifisti su radikalizovani takvim političkim iskustvom. Kao odgovor na nasilje države radikalni aktivisti razvijaju taktiku crnog bloka (nem: Schwarze Block), protestujući i marširajući sa kacigama, ski maskama i uniformnom crnom odećom, a oni najspremniji su nosili i cokule ojačane metalom, štanlge, palice, pendreke i štitove. Obzirom da je život iza barikada postao svakodnevnica, mnogim skvoterima je ilegalnost njihove svakodnevnice radikalizovala političke stavove. “Crno je postala boja političkog ništavila – povlačenje poslušnosti partijama, vladama i nacijama” (Katsiafikas, 1997).
U drugim gradovima Nemačke, a posebno na jugu, represija nad skvoterima od strane vladajućih demohrišćana je bila ogromna. U Nirnbergu je uhapšena 141 osoba na projekciji filma o skvoterima koja se održavala u jednom skvotu. To je bilo najveće masovno hapšenje od Drugog svetskog rata, a mnogi od uhapšenih su imali manje od 16 godina.
1989. nakon pada berlinskog zida, dolazi do premeštanja epicentra pokreta u Istočni Berlin gde ostalo mnogo napuštenih prostora, jer je stanovništvo posle ujedinjenja masovno emigriralo u zapadni deo.
3. juna 2006. je u Frankfurtu održan Skvot festival, na kome su svirali mnogi poznati pank rok bendovi, u skvotu Au, koji postoji od 1983. godine.

## Berlin
Berlin je bio grad podeljen na američki, britanski, francuski i sovjetski sektor i krcat emigrantima iz Turske, Bliskog Istoka i Istočne Evrope. Berlin je bio privlačan i za mlade iz cele Nemačke jer stanovnici Berlina nisu imali obavezu služenja vojnog roka, a postojala su i dva velika univerziteta. U Berlinu je bilo 17.000. ljudi koji nisu imali gde živeti, a procenjuje se da je još 50.000 ljudi tražilo smeštaj. Praznih stanova i kuća je bilo između 7.000 i 17.000 a još 40.000 ih je bilo predviđeno za rušenje. Skvoteri često navode činjenicu da su kapitalističke spekulacije oko nekretnina stvorile više beskućnika nego Drugi svetski rat.
1970-ih počinju akcije skvotiranja u Berlinu, a baza skvoterskog pokreta je bila u Krojcbergu, kraju pored berlinskog zida sa velikim procentom turskog življa i centrom kontrakulturne scene. Pored Zida je bilo na stotine napuštenih zgrada, jer je to bila granična zona Istoka i Zapada. U Krojcbergu je tada živelo 145.000 ljudi od kojih je bilo oko 30.000 alternativaca, 40.000 Turaka i 50.000 “običnih” Berlinaca.
U Berlinu se 1980-ih okupilo oko 150.000 mladih alternativaca koji se nisu uklapali u kalup nemačkog društva. Iako ih je vlada doživljavala kao napast, oni su oživljavali mrtve delove grada i obnavljali ih, tako da je Krojcberg često spominjan kao primer dobre urbanizacije. Na optužbe da njihove akcije predstavljaju napad na privatnu svojinu, skvoteri su odgovarali: “Bolje zauzimati i obnavljati, nego posedovati i rušiti.” Skvoteri su sredili većinu napuštenih i ruiniranih kuća da bi se u njima moglo pristojno živeti. 
U martu 1980. je osnovan skvoterski savet (Besetzerrat) koji se sastajao jednom nedeljno. Rana skvoterska scena je bila dosta raznolika: rokeri iz radničke klase, feministkinje, turski emigranti, studenati, samohrane majke, hrišćani, anarhisti i mnogi drugi. Na vrhuncu pokreta, skvoteri su u Berlinu imali 165 kuća, a u svakoj je živelo preko 10-ak ljudi. 
Skvotiranje je raslo, a sa njim i represija. Policija je napadala samo one kuće u kojima su bili članovi skvoterskog saveta i hapsila ih je pod optužbom da pripadaju zločinačkoj organizaciji, za šta je najviša predviđena kazna bila doživotna robija. Nasilje i represija su kulminirali crnim petkom. U Berlinu je toga dana, kasnije nazvanog “crnim petkom” na ulice izašlo oko 20.000 ljudi i uništilo sve šoping centre u elitnom delu grada. Crni petak 12. decembra 1980. godine je bio jedan od najžešćih dana što se tiče protesta, a prema nekim procenama, učesnika na protestima je bilo više nego 1960-ih. To je nateralo vlasti da ponude skvoterima da ostanu u zauzetim kućama uz plaćanje minimalne nadoknade. Mnogi su to prihvatili, ali većina nije.
Posle “crnog petka” broj skvotova u Berlinu je porastao sa 35 na 160 a u celoj Nemačkoj sa 86 na najmanje 370 do 500. Broj skvotera se procenjuje na 5000 do 8000. Osim stanova, počinju da zauzimaju i stara industrijska postrojenja. Jedan od primera je KuKuCK u Zapadnom Berlinu, gde je živelo oko 50 ljudi, bilo je 3 pozornice, prostor za predstave, 10 pozorišnih trupa, studio za probe za 5 bendova, kafe bar i auto-radionica. Umesto da traže otvaranje i finansiranje kulturnih centara od strane države, ljudi su sami stvarali kulturne centre bez i jedne državne marke. 
U Berlinu na vlast umesto socijaldemokrata dolaze demohrišćani (CDU) i naređuju iseljavanje deset najjačih skvoterskih uporišta, što je navelo autonomene da osnuju pokret Tuvat (u berlinskom žargonu: Tuwat - učini nešto). Vlast je smatrala Tuvat kao direktan napad na državni aparat i 25. avgusta 1981. šalje policiju u sedište Tuvata u skvotiranim zgradama, gde je u tom trenutku bilo samo dvoje ljudi, jer su ostali bili na festivalu. Kad su saznali za napad policije, Tuvat je pozvao aktiviste iz cele zemlje u Berlin da brane pokret. Narednih dana je najmanje 50.000 ljudi demonstriralo u Zapadnom Berlinu, a bilo je na stotine uhapšenih i preko 150 povređenih policajaca. Ulični sukobi dostižu kritičnu tačku a mediji situaciju već nazivaju “građanskim ratom”. I pored svega, demohrišćani i dalje nastavljaju sa politikom nulte tolerancije prema skvoterima. 
22. septembra 1981. dolazi do pogibije osamnaestogodišnjeg skvotera Klausa Jirgena Rotaja, tokom napada 2000 policajaca na osam zauzetih kuća u Vinterfeldplacu u Berlinu. Sledećeg dana izbijaju nasilne demonstracije u gradovima širom Nemačke, kao i u Amsterdamu, sa preko 50 napada na vladine i korporacijske mete u Zapadnom Berlinu. Par dana nakon toga, demohrišćani objavljuju da će obustaviti dalja iseljenja i stambeno pitanje stiže do parlamenta (bundestaga).
Krajem 1981. nemačka vlada počinje sa legalizovanjem nekih skvotova i davanjem para za popravku, da bi podelila pokret i marginalizovala radikalnije elemente. Kako kaže Katsiafikas, dali su šargarepu ali su nastavili da koriste batinu protiv tvrdog jezgra pokreta. 
Zime 1981. dolazi do podele među aktivistima na pristalice ’68. i ’81. tj. na pregovarače i beskropomisne nepregovarače. Te dve struje su se zvale muslis (po dijetalnoj muli hrani) i molis (po molotovljevim koktelima). Moliji (pankeri) su bili za proteste i protiv pregovaranja sa vlastima, a musliji (hipici) su bili za pregovore i organizovanu političku aktivnost. Pankeri su bili uglavnom muški, žešći u sukobima, hladniji u ispoljavanju emocija i urbano orijentisani. Među hipicima je bilo više devojaka, bili su šareniji, nežniji i agrarno orijentisani, ka obradi zemlje i povratku prirodi.
Iseljenjima i legalizacijom, broj zauzetih kuća se smanjio sa 162 na 123, a kasnije se smanjio na manje od 30 pravih skvotova. Posle iseljenja mnogi su odlazili da žive u šatorima po parkovima. Tako je u kvartu Harlotenburg nastalo šatorsko naselje Haotenburg. 
1983. je bila godina gašenja pokreta u Berlinu i tada je pokret skoro nestao. Policija je počela sa najžešćom represijom, a kazne su bile ogromne. Čak su optužili i Ortovskog, jednog od opštinskih odbornika Krojcberga za provaljivanje poseda (jer je ušao u jedan skvot) i za krađu (jer je koristio kancelarijski papir da piše skvoterima koji su bili u zatvoru). Masovni pokret se ugasio već 1984. godine, ali se skvotiranje nastavlja do danas. 
1989. posle pada berlinskog zida, mnogi prostori u Istočnom Berlinu, su ostali napušteni, pošto je stanovništvo masovno emigriralo u zapadni deo. Početkom 1990. sve više mladih putuje u istočni deo i zatiču taj deo grada prazan, poput grada duhova. Kepi je bio jedan od prvih skvotova zapadnih Berlinaca u Istočnom Berlinu. Godinu dana nakon pada zida bilo je oko 120 skvotova u istočnom delu Berlina. 
1990. nakon zvaničnog ujedinjena Nemačke, vlasti su pokrenule kampanju protiv skvotova, jer su htele da zavedu red i u istočnom delu grada. 12. novembra, policija je iselila 3 kuće, a skvoteri su za odmazdu zaustavili su saobraćaj na Frankfurter Aleji, jednoj od najvažnijih ulica istočnog Berlina. Reakcija države je bila neočekivano oštra, poslala je 7500 specijalaca da se bori protiv 400 skvotera, što je rezultovalo nasiljem i uličnim sukobima koji su trajali danima. Mnogi su prostori nasilno iseljeni, a neki su legalizovani, tj. prodati skvoterima u bescenje, za 1-2 marke. 
1996. Berlin je postao glavni grad ujedinjene Nemačke a vlasti su odlučile da “očiste” novu prestonicu. Kao ministar unutrašnjih poslova Berlina angažovan je desničarski orijentisan general, koji je što legalnim, što ilegalnim (podmetanje požara, i sl.) radnjama „očistio“ oko 20 kuća. 
Danas skoro da i nema nelegalnih skvotova u Zapadnom Berlinu, a nekolicina postojećih skvotova je smeštena u istočnom delu grada koji je slabije razvijen i u kom se nalazi veći broj napuštenih zgrada. Neki skvoteri sada kirijom otplaćuju kuće koje će kroz nekoliko godina posedovati, dok drugi imaju samo privremeni ugovor sa vlasnicima.

## Frajburg
1971. je skvotirana prva zgrada u Hamelštrase da bi se sprečilo rušenje, i u narednih par godina je postala otvoreni prostor u kome je smeštena besplatna radnja koju je su vodile feministkinje. U podrumu se nalazio prvi autonomni centar u Frajburgu. Ovaj eksperiment je završen 1974. intervencijom policije, i zgrada je ubrzo posle toga srušena. 
1978. je čitav blok kuća skvotiran u ulici Kajzera Jozefa i tu su razvijene razne kulturne aktivnosti (koncerti, teatar, radionice, itd.). 1980. su vlasti naložile iseljenje, a u 8. juna su poslale policiju da ga sprovede. To je rezultovalo desetodnevnim nemirima. Oko 1600 pripadnika specijalne policije je obezbeđivalo rušenje zgrade, a svako veče se okupljalo 10.000 demonstranata, a sve su prenosili nacionalni mediji. Sedam dana posle rušenja zgrade, skvotiran je Švarcvaldhof, koji je iseljen dve godine kasnije. 
Na jesen 1981. je zauzeto šest kuća za život, a jedna od njih je preuređena u autonomni centar, koji su vodili pankeri. Strategija policije se malo promenila i oni su odlučili da tolerišu skvotere. 1985. je autonomni centar je progutao požar. 
1994. je skvotirana stara kasarna francuske vojske “Vaubangelände” i nastao je Autonomni centar KTS (skraćeno od Kulturtreff in Selbstverwaltung). Posle iseljenja Vaubana od strane gradske vlade, KTS je našao novi prostor 1988. skvotiranjem zgrade nemačke železnice, gde se i danas tu nalazi.

## Hamburg
1981. su zauzeti prazni stanovi i kuće u ulicama Hafenštrase i Bernard Noht Štrase u Hamburgu. Pokušaji iseljenja su uvek propadali jer su skvoteri uspevali da skupe hiljade simpatizera i stotine uličnih boraca. 
Tokom 1980-ih, Hafenštrase je bio žarišna tačka autonomnog i skvoterskog pokreta u Nemačkoj. Od 1984. do 1990. tu su se održavala godišnja okupljanja autonomnih, kojima je prisustvovalo i po 5000 ljudi, na kojima se raspravljalo o skvotiranju, anti-NATO politici, antinuklearnoj politici, problemu političkih zatvorenika i međunarodnoj solidarnosti.
1986. je došlo do pokušaja da se skvoteri iz Hafenštrase izbace napolje. Nekoliko građevina je osvojeno od strane vlasti, ali je jezgro od osam zgrada ostalo netaknuto. 20. decembra 1986. su održane demonstracije podrške Hafenštraseu na kojima je marširalo 12.000 ljudi od kojih je 1500 bilo organizovano u crni blok. Na čelu kolone su nosili transparent: “Gradimo revolucionarnu dualnu moć!”. Tokom marša je došlo do težih okršaja sa policijom u kojima u kojima su skvoteri pretukli i povredili 100 policajaca. Dan kasnije je gorelo 13 robnih kuća u Hamburgu, a šteta je iznosila 10 miliona dolara.
1987. vlasti su preduzimale još nekoliko akcija protiv Hafenštrase, a odmazda je usledila 23. aprila 1987. kada su skvoteri u roku od 15 minuta napali kuće gradskih funkcionera, sudove, prostorije gradskih vlasti i gradski radio Hamburg. Grad je tada proglasio skvotere za “državne neprijatelje broj 1” i u Hamburgu je proglašeno vanredno stanje. Hiljade policajaca je došlo iz cele Nemačke, a granice su bile zatvorene za sve koji su čudno izgledali. Skvoteri su utvrdili kuće čeličnim vratima i bodljikavom žicom na fasadama i krovovima, u slučaju helikopterskog napada. Mesec dana pre toga je otpočelo emitovanje piratske radio stanice “Radio Hafenštrase”, koja je izveštavala o situaciji. Borbe su trajale čitav dan, stotine ljudi je bilo na barikadama, molotovljevi kokteli su leteli, prevrnuta kola, zapaljene gume… Uveče su barikade ostale čitave, a na jednoj od kuća je postavljan transparent sa natpisom “No Pasaran!”. U sledeće dve sedmice je došlo još 2000 policajaca, i napadi policije su se bezuspešno nastavljali. Posle 15 dana borbi, gradonačelnik Donaji je odlučio da se napadi obustave, da se prekine vanredno stanje i da se Hafenštrase legalizuje. 
1990. je usledila još jedna kampanja protiv Hafenštrase, tvrdeći da podržavaju Frakciju Crvene armije, koja tamo živi. Usledio je napad 1000 policajaca, poslatih od nemačkog državnog tužioca, ali nikakvi dokazi nisu pronađeni koji bi potkrepili te optužbe.
U novembru 1989. je skvotirano bivše pozorište Flora Hamburgu i nazvano Rote Flora (Crvena Flora). Rote Flora je proslavila svoju 15. godišnjicu novembra 2004. i postala je bitan kulturni centar za četvrt Šance u kojoj se nalazi.
U Hamburgu su skvoteri i danas jaki i žive u četvrtima Altoni, Sankt Pauliju, Šanceu, itd.

## Anatopija
Anatopija je bila protestno selo podignuto 4. jula 1991. kada je omladina skvotirala ogroman gradilišni prostor (12 km dugačak, 3 km širok) na kom je kompanija Mercedes planirala izgradnju puteva. Selo je imalo mnoštvo kuća i koliba, podignutih od recikliranih otpadaka društva (plastičnih flaša, automobilskih guma i slično) i promovisan je život u skadu sa prirodom, bez struje, vodovoda i automobila. 
Početkom 1994. je naređeno iseljenje Anatopije, a talas akcija uperenih protiv Mercedesa i Zelene partije, koja je odgovorna za prodaju zemlje Mercedesu, je zapljusnuo Nemačku. Akcije su uključivale proteste, sabotaže i uništavanje Mercedesove imovine, a ukupna šteta je iznosila preko 200.000 evra.

## Literatura
- Архивирано на веб-сајту  (30. септембар 2018)

## Spoljašnje veze
- Tekst o skvotiranju u Berlinu i mnoštvo slika (na srpskom)